# Gyromantis
Gyromantis es un género de  mantis, de la familia Amorphoscelidae, del orden Mantodea. Tiene 2 especie reconocidas científicamente.

## Especies
- Gyromantis kraussii (Saussure, 1872)
- Gyromantis occidentalis (Sjostedt, 1918)